# Mády Lajos
Mády Lajos (Amac, 1848. augusztus 5. – Budapest, 1918. január 1.) lelkész, református esperes. Fia, Mády Gyula (1896–1978) esperes.

## Életpályája
Szülei Mády Sámuel és Borsos Julianna voltak. Debrecenben végzett, majd Nagykárolyban segédlelkészként dolgozott Asztalos György mellett. 1873-ban Újpesten tanító lett. 1874-ben a községi iskola igazgatója lett. 1880-ban megalapította és 1895-ig igazgatta az iparos tanonciskolát. 1895–1918 között református lelkipásztor volt. 1902–1912 között a Pesti Egyházmegye espere volt.
Sírja a Megyeri temetőben található (kriptasor-1-35/36).

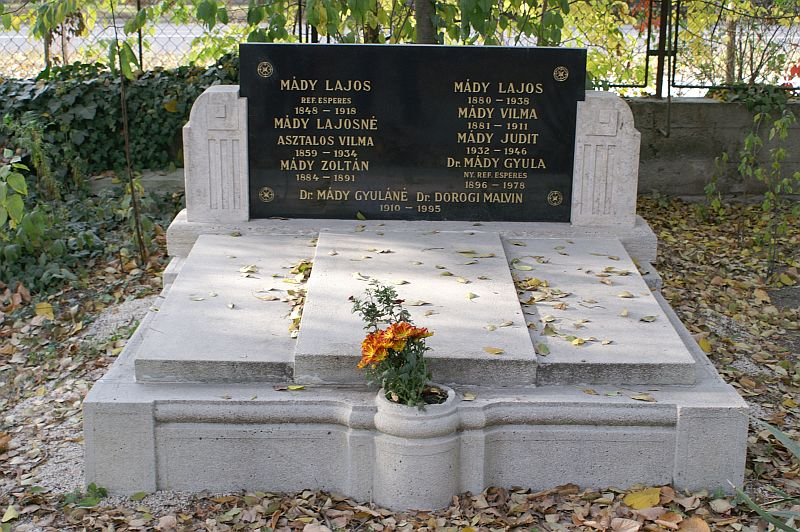
Mády Lajos lelkész, Újpest első református lelkipásztorának sírja Budapesten. Megyeri temető: kriptasor-1-35/36.

## Magánélete
Felesége Asztalos Vilma (1859–1934) volt.